# بالوما لازارو
بالوما لازارو (بالإسبانية: Paloma Lázaro)‏ (28 سبتمبر 1993 بإسبانيا - ) هي لاعبة كرة قدم إسبانية في مركز الهجوم. شاركت مع منتخب إسبانيا تحت 19 سنة لكرة القدم للسيدات. أما مع النوادي، فقد لعبت مع UD Granadilla Tenerife Sur ‏ وRayo Vallecano Femenino ‏.

## وصلات خارجية
- بالوما لازارو على موقع الاتحاد الدولي (مؤرشف)  (الإنجليزية)
- بالوما لازارو على موقع الاتحاد الأوربي (الإنجليزية)
- بالوما لازارو على موقع قاعدة بيانات كرة القدم.إي يو (الإنجليزية)
- بالوما لازارو على موقع Soccerway.com (الإنجليزية)
- بالوما لازارو على موقع عالم كرة القدم.نت (الإنجليزية)